# Où est passé mon pays ?
Où est passé mon pays ? (Where My Country Gone? en VO) est le deuxième épisode de la dix-neuvième saison de la série télévisée d'animation américaine South Park et le 259e épisode de la série globale. Comme son prédécesseur, l'épisode traite du politiquement correct et de Caitlyn Jenner, ainsi que de l'immigration illégale aux États-Unis et de la candidature de Donald Trump aux élections présidentielles de 2016.

## Synopsis
M. Garrison ne supporte plus l'arrivée des immigrés venu du Canada. Le Principal PC le prend mal et l'exclut jusqu'à ce qu'il soit correct à ce sujet. C'est alors que Garrison pète les plombs en promettant d'installer un mur entre les deux pays, mais le président du Canada l'a déjà fait. 
Alors que les enfants demandent à Butters d'espionner l'une des canadiennes de leur classe, il commence à devenir amoureux d'elle et elle aussi. Quand Butters demande au père canadien pourquoi ils sont beaucoup à arriver aux États-Unis, il les informe que c'est à cause de leur président car il prend des décisions trop dures. 
Garrison promet de trouver le président du Canada pour le "baiser à mort", tandis que Butters décide d'abandonner la mission confiée par ses amis.